# ریچارد کازینس
ریچارد کازینس (به انگلیسی: Richard Cousins) (زاده ۲۵ مارس ۱۹۵۹ - درگذشته ۳۱ دسامبر ۲۰۱۷) کارآفرین، بازرگان و مدیر ارشد اجرایی بریتانیایی بود، که به‌عنوان مدیر عامل اجرایی گروه کامپس فعالیت می‌کرد.